# Tachina griseifrons
Tachina griseifrons är en tvåvingeart som beskrevs av Zimin 1984. Tachina griseifrons ingår i släktet Tachina och familjen parasitflugor. Inga underarter finns listade i Catalogue of Life.